# كوري مورو (مغني)
كوري مورو (بالإنجليزية: Cory Morrow)‏ هو مغني ومغن مؤلف أمريكي، ولد في 1 مايو 1972 في هيوستن في الولايات المتحدة.

## وصلات خارجية
- الموقع الرسمي
- كوري مورو على موقع ميوزك برينز (الإنجليزية)
- كوري مورو على موقع أول ميوزيك (الإنجليزية)
- كوري مورو على موقع ديسكوغز (الإنجليزية)